# Sân bay Sultan Abdul Aziz Shah

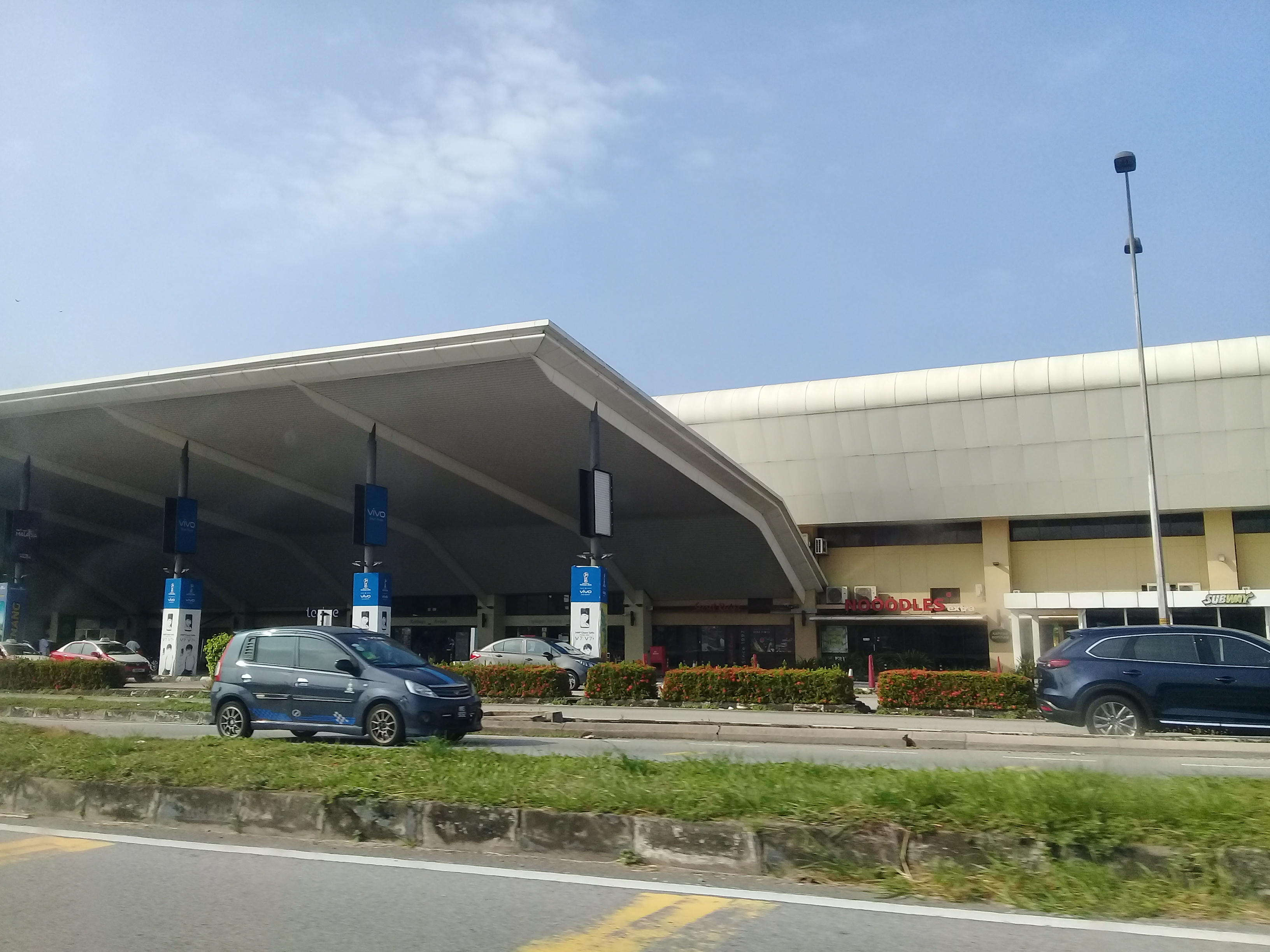
Sân bay Sultan Abdul Aziz Shah

Sân bay Sultan Abdul Aziz Shah (IATA: SZB, ICAO: WMSA) là một sân bay tọa lạc tại Subang, Malaysia. Hiện nay, sân bay này chủ yếu phục vụ general aviation và vài chuyến bay nội địa turboprop. Dù đang có kế hoạch biến nó thành một trung tâm hàng không giá rẻ, nhưng kế hoạch này bị cư dân tại Subang Jaya phản đối.
Cho đến năm 1998 khi Sân bay Quốc tế Kuala Lumpur được mở cửa ở Sepang, sân bay Sultan Abdul Aziz Shah là sân bay hàng đầu phục vụ Kuala Lumpur.

## Lịch sử
Sân bay này được chính thức mở cửa cho các chuyến bay ngày 30 tháng 8 năm 1965 và có có đường băng dài nhất Đông Nam Á (dài 3,7 km, rộng 45 m). Đến những năm 1990, nó có 3 nhà ga: nhà ga số 1: quốc tế, nhà ga số 2: cho các chuyến bay qua lại Singapore và Kuala Lumpur bởi các hãng Singapore Airlines và Malaysia Airlines, và nhà ga số 3 cho nội địa. Cuối năm 1997, sân bay này phục vụ 15,8 triệu khách.

## Các hãng hàng không và các điểm đến
- Berjaya Air (Koh Samui, Pangkor, Redang, Tioman)
- Firefly (Alor Setar, Johor Bahru, Kota Bharu, Kuala Terengganu, Langkawi, Penang, Singapore)
- Malaysia Airlines - Training
- Malindo Air (Alor Setar, Batam, Hat Yai,[20] Johor Bahru, Kerteh, Kota Bharu, Kuala Terengganu, Langkawi, Penang)